# 巴索托帽

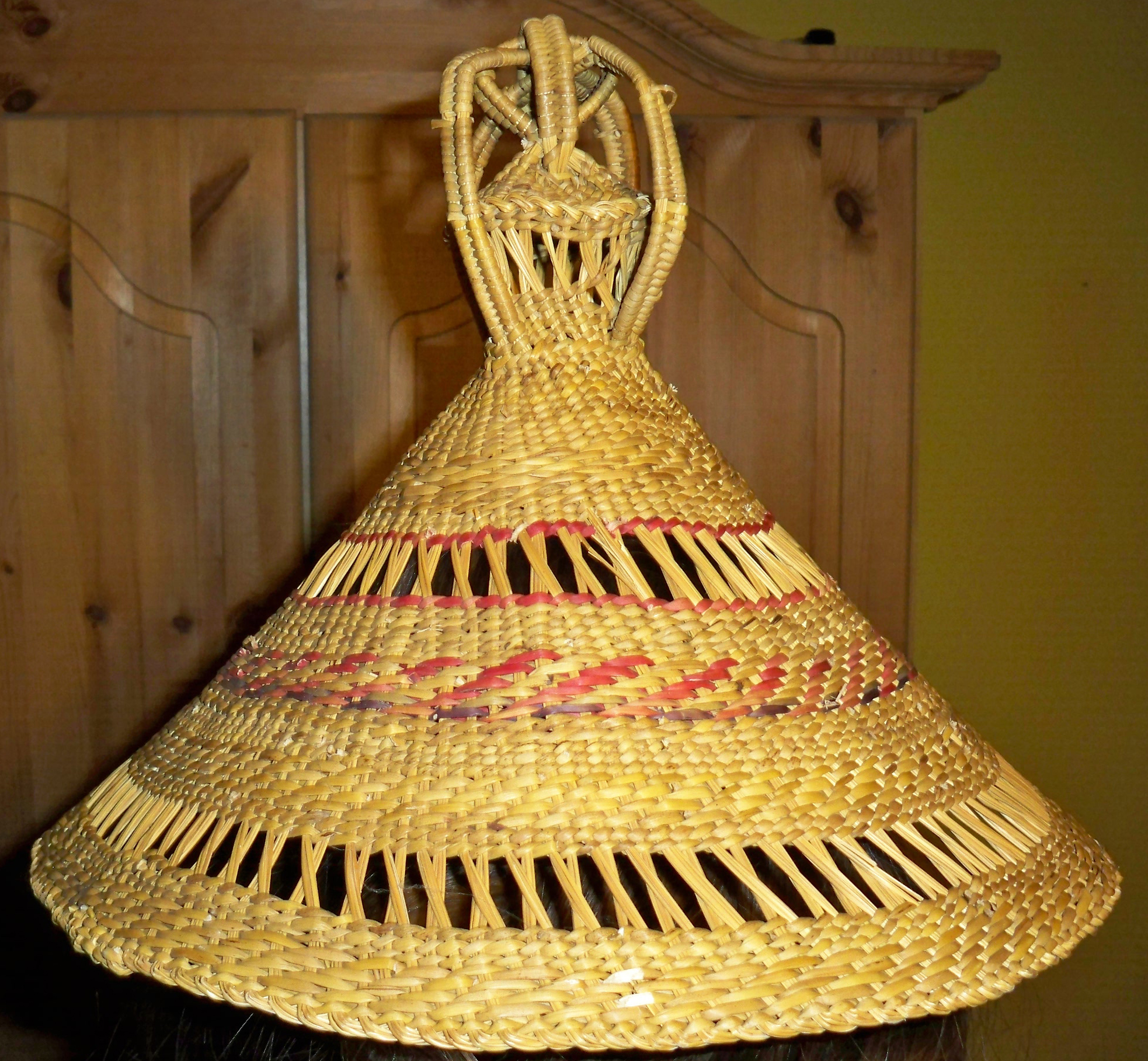

2006年启用莱索托国旗，中央有黑色巴索托帽图案

莱索托旧国旗（1966-1987）也有巴索托帽图案，不过是白色的

巴索托帽為賴索托的一種代表性傳統服飾，巴索托帽的圖案被使用於賴索托國旗中。巴索托帽呈圆锥形，帽顶有五个草环。據信，該設計的靈感來自圓錐形的奇洛恩山。